# Château de Sombreffe
Das Château de Sombreffe ist eine in der Ebene gelegene Burg nahe Sombreffe in der Provinz Namur (Wallonie, Belgien). Die Geschichte der Anlage reicht ins 13. Jahrhundert zurück und ist heute als Patrimoine majeur de Wallonie (Höheres Kulturerbe Walloniens) klassifiziert.

## Geschichte
Die Burg war ursprünglich eine Festung der Verteidigungslinie des Herzogtums Brabant – wie auch Corroy-le-Château, Gembloux, Opprebais und Walhain. Im 13. Jahrhundert bestand es aus einem einfachen Donjon, der den Herren von Orbais zugehörte. Im Laufe des Jahrhunderts umfassten es die Besitzer mit einer unverbundenen Bruchsteinumwallung. Später verstärkten eine zweite Mauer aus Sandstein und der nördliche Donjon die Verteidigungsanlagen.
1446 ging die Burg durch Heirat an die Familie Vernembourg (von Virneburg), die sie bis 1543 behielt. Anschließend kam es an die Familien Culembourg, Lalaing, Ligne, Oignies und zuletzt Lannoy.
Zum Ende des 16. Jahrhunderts fiel der obere Teil des zentralen Donjons, in dem sich der herrschaftliche Wohnsitz befand, einem Brand zum Opfer, wurde aber im folgenden Jahrhundert in Ziegelmauerwerk wieder aufgeführt.
In der Mitte des 18. Jahrhunderts wurde durch Graf Eugène de Lannoy de la Motterie, den Militärgouverneur von Brüssel, neben dem Zentralen Wohnturm ein neuer Wohnsitz erbaut, im 19. Jahrhundert weitere landwirtschaftliche Gebäude angelagert. Dank dieser die Verteidigungsfähigkeiten eher schwächenden Funktionen ist das Anwesen relativ unbeschädigt geblieben und zeigt so nach wie vor seinen mittelalterlichen Charakter.

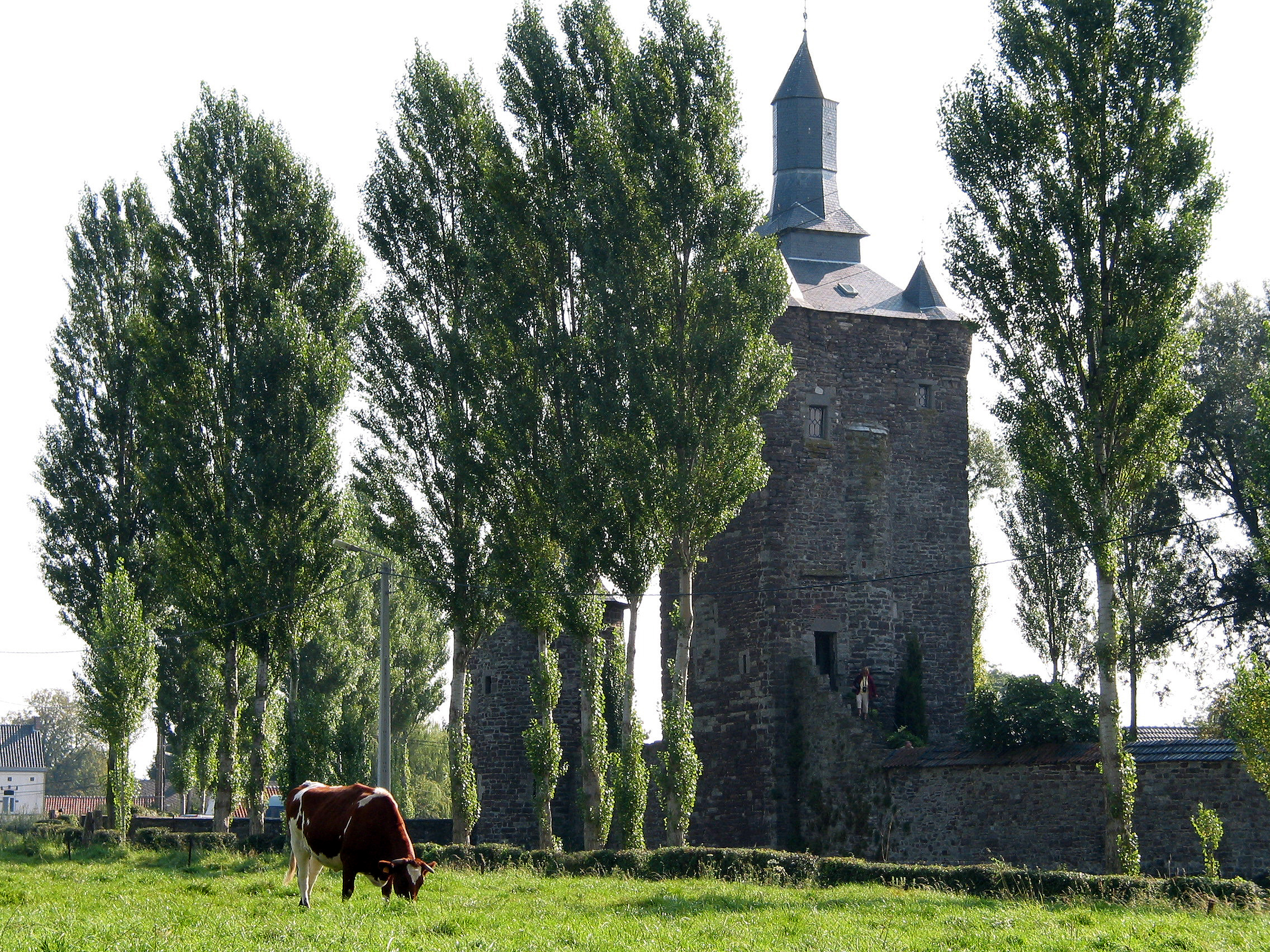
Burg Sombreffe

## Weblink
- Château de Sombreffe - Châteaux Forts de Belgique (fr.)

## Belege
1. ↑  Direction générale opérationnelle - Aménagement du territoire, Logement, Patrimoine et Energie